# Tratado de Singapur sobre el Derecho de Marcas
El Tratado de Singapur sobre el Derecho de Marcas fue adoptado en Singapur el 28 de marzo de 2006.  Entró en vigor el 16 de marzo de 2009,  tras la ratificación o adhesión de diez países, a saber, Singapur, Suiza, Bulgaria, Rumania, Dinamarca, Letonia, Kirguistán, Estados Unidos, Moldavia y Australia . 
El tratado establece normas comunes para los aspectos procesales del registro y la concesión de licencias de marcas, sobre la base del Tratado sobre el Derecho de Marcas de 1994.Es el primer instrumento internacional sobre derecho marcario que reconoce expresamente las marcas no tradicionales como las marcas tridimensionales, las marcas de color, de posición y las animadas, y también para las marcas no visibles, como las marcas de sonido, las olfativas, las gustativas y las táctiles.
Hasta agosto de 2023, hay 54 partes contratantes en el tratado, que incluyen 52 estados más la Organización Africana de la Propiedad Intelectual y la Organización del Benelux para la Propiedad Intelectual . 